# Iris flower data set
Az íriszvirág adathalmaz vagy Fisher íriszvirág adathalmaza egy többváltozós adathalmaz, amelyet Ronald Fisher brit statisztikus és biológus 1936-ban ismertetett A többszörös mérések használata taxonómiai problémákban a lineáris diszkriminanciaanalízis példájaként. Néha Anderson íriszvirág adathalmazának is nevezik, mivel Edgar Anderson gyűjtötte össze az adatokat három rokon faj íriszvirágainak morfológiai eltéréseinek számszerűsítésére. A három faj közül kettő a Gaspé-félszigeten került begyűjtésre, „mindegyik ugyanarról a legelőről és ugyanazon a napon volt leszedve, ugyanabban az időben mérte meg ugyanaz a személy, ugyanazzal a készülékkel”.
Az adathalmaz három íriszfaj (Iris setosa, Iris virginica és Iris versicolor) mindegyikéből 50 mintát tartalmaz. Minden mintából négy jellemzőt került lemérésre: a csészelevelek és szirmok hossza és szélessége centiméterben. E négy jellemző kombinációja alapján Fisher kifejlesztett egy lineáris diszkriminanciamodellt a fajok egymástól való megkülönböztetésére.
Fisher tanulmánya az Annals of Eugenicsben jelent meg, és magában foglalja a benne foglalt technikák frenológia területén történő alkalmazását. Fisher vitatott múltja miatt egyesek azt javasolták, hogy az oktatásban helyettesítsük az íriszvirág adathalmazt kevésbé vitatott alternatívákkal.

## Fordítás
Ez a szócikk részben vagy egészben  az   Iris flower data set című angol Wikipédia-szócikk ezen változatának fordításán alapul.  Az eredeti cikk szerkesztőit annak laptörténete sorolja fel. Ez a jelzés csupán a megfogalmazás eredetét és a szerzői jogokat jelzi, nem szolgál a cikkben szereplő információk forrásmegjelöléseként.